# 2021年吉尔吉斯斯坦政体公投
2021年吉尔吉斯斯坦政体公投（英語：2021 Kyrgyz government system referendum）指的是于2021年1月10日在吉尔吉斯斯坦与总统选举捆绑进行的一项公民投票，该公民投票旨在询问吉尔吉斯斯坦公民就吉尔吉斯共和国采用何种政体形式（总统制 / 议会制 / 两者皆否）。

## 背景
2020年10月10日，时任吉尔吉斯斯坦代理总统的萨德尔·扎帕罗夫在吉尔吉斯斯坦国会举行的特别会议上向议员们呼吁对《吉尔吉斯斯坦宪法》进行修改。他提议不再设立政府首脑而是建立忽里勒台制度，同时他还建议减少议员人数。10月19日，扎帕罗夫宣布，如果该国修改宪法以允许其参选的话，他将参与竞选并成为一名正式总统。
在接受半岛电视台的采访中，扎帕罗夫解释了他对取消议会共和制后新宪法的看法。他理解一个国家需要恢复到单一授权的投票制度，并使得忽里勒台成为最重要的国家权力机关；总统和总理都需要该机关报告并在他们表现不佳时予以解雇。扎帕罗夫宣称由于吉尔吉斯斯坦公民的心态而不宜如此早地采用议会制，他认为只要到未来25年至30年的时候才可能恢复议会共和制。10月22日，吉尔吉斯斯坦最高议会投票决定推迟议会选举，以等待由扎帕罗夫所推动的新宪法改革结果。
就这次宪法改革，萨德尔·扎帕罗夫受到了不少批评和指责；反对者认为他试图夺取政权并在吉尔吉斯斯坦重建专制政府，并将扎帕罗夫比喻成在2005年郁金香革命中倒台的前总统阿斯卡尔·阿卡耶夫。但是扎帕罗夫在奥什的一次机会上反驳了这些指责，他对当地居民表示“所有关于改革的建议都将与人民进行讨论。在10到15天里，我们将完成对提案的撰写并提交给宪法委员会……所有感兴趣的公民和非政府组织都可以加入到宪法委员会内，所有会议都将通过电视公开转播。并且这些提案将供公众讨论，并将通过全民公投作出最终决定”。
2020年11月17日，吉尔吉斯斯坦新宪法草案正式对外公布；同时宣布政体公投日期为2021年1月10日，即和总统选举为同一日。全民投票的内容最终涉及到国家政治制度的政体问题，选民被要求投票选择议会共和制、总统共和制或两者皆不可。

## 结果
根据吉尔吉斯斯坦选举管理机构所公布的官方统计结果显示，本次宪法公投共计有1,394,021名吉尔吉斯斯坦公民参与，约占该国3,563,574名已登记选民的39.12%，支持改用总统共和制的选票约占投票人数的84.1%；而支持保留议会共和制的选票约占投票人数的11.3%；此外还有4.6%的投票人选择了两者皆不可的选项。
支持总统制比例最高的地区在伊塞克湖州，当地约有90%以上的投票者支持改用总统制；而支持总统制比例最低的地区则在比什凯克及其周边的首都地区，这里仅有57%的投票人支持改用总统制。同样，保留议会制在比什凯克的得到了最高支持（约33.8%），而在伊塞克湖州得到了最低支持（5.41%）。此外，比什凯克选择以上皆非的投票人比例也是最高，占到7.6%。
第二次公投暂定于2021年4月举行，将对新宪法草案进行投票以正式改变政府的形式。
| 选项                                                               | 票数      | 比例   |
| ------------------------------------------------------------------ | --------- | ------ |
| 总统共和制                                                         | 1,133,485 | 84.11% |
| 议会共和制                                                         | 151,931   | 11.27% |
| 以上皆非                                                           | 62,145    | 4.61%  |
| 有效票                                                             | 1,347,561 | 96.65% |
| 无效票 / 空白票                                                    | 46,657    | 3.35%  |
| 总票数                                                             | 1,394,218 | 100%   |
| 已登记选民数 / 投票率                                              | 3,563,574 | 39.12% |
| 数据来源：吉尔吉斯共和国中央选举与公投委员会（页面存档备份，存于） |           |        |

## 脚注
1. ↑  关建武; 努尔然. . 新华网. 新华社. 2021-01-10  [2021-01-23]. （原始内容存档于2021-01-29）.
2. 1 2  Mariya Y. Omelicheva. . 外交家. 2021-01-12  [2021-01-23]. （原始内容存档于2021-01-13）.
3. ↑  . 路透社. 2020-10-10  [2021-01-23]. （原始内容存档于2020-11-09）.
4. ↑  . 路透社. 2020-10-19  [2021-01-23]. （原始内容存档于2021-01-29）.
5. ↑  Камила Баймуратова. . Новости Кыргызстана. 2020-10-20  [2021-01-23]. （原始内容存档于2020-11-25）.
6. ↑  Olga Dzyubenko. . 路透社. 2020-10-22  [2021-01-23]. （原始内容存档于2020-10-31）.
7. 1 2  . 人权观察. 2020-11-21  [2021-01-23]. （原始内容存档于2020-12-11）.
8. ↑  . 自由欧洲电台／自由电台. 2020-11-03  [2021-01-23]. （原始内容存档于2021-01-10）.
9. ↑  Darya Podolskaya. . 24.kg News Agency. 2020-11-18  [2021-01-24]. （原始内容存档于2021-01-13）.
10. ↑  Catherine Putz. . 外交家. 2020-11-20  [2021-01-24]. （原始内容存档于2021-01-11）.
11. ↑  Tatyana Kudryavtseva. . 24.kg News Agency. 2020-12-12  [2021-01-24]. （原始内容存档于2021-01-13）.
12. ↑  . East Asia Forum. 2021-01-21  [2023-12-18]. （原始内容存档于2023-09-06） （英语）.
13. ↑  . interfax.com.   [2023-12-17]. （原始内容存档于2022-10-02） （英语）.